# Naakte eigendom
Blote of naakte eigendom is een eigendomsrecht zonder het genot over de zaak, dat dus bij iemand anders ligt (bv. een vruchtgebruiker, opstalhouder, erfpachter). De bloot eigenaar kan nog beschikken over de zaak, maar wordt voor het overige beperkt door de zakelijke rechten van de derde erop. Doorgaans betreft blote eigendom onroerende goederen, maar het kan bijvoorbeeld ook om geld of aandelen gaan. 
Een veel voorkomende situatie van blote eigendom is wanneer een ouder overlijdt en de achterblijvende ouder het vruchtgebruik van de woning krijgt. Vaak krijgen de kinderen dan het blote eigendom ervan. Er zijn regels om de blote eigendom weer om te zetten in volle eigendom.
Door het recht van de derde heeft de bloot eigenaar geen onbeperkte beschikking over zijn goed. Hij mag geen juridische beschikkingshandelingen verrichten als verhuur of het vestigen van een hypotheek. De blote eigendom zelf mag wel worden verkocht, maar de daarop rustende zakelijke last blijft bestaan. In de regel komen de baten en lasten toe aan degeen met het zakelijk recht. Afhankelijk van wat is afgesproken, wordt door de genothebbende soms een vergoeding aan de bloot eigenaar betaald.
Het begrip bloot eigenaar wordt in Nederland steeds minder gebruikt, in plaats daarvan spreekt men over hoofdgerechtigde. 
Bij onroerende goederen moeten bloot eigendom en zakelijk recht bij het kadaster worden ingeschreven. In Nederland is de hypotheekrente voor een onroerend goed in bloot eigendom niet aftrekbaar.
Het beperkte recht is bijvoorbeeld:
- erfpacht (of beklemrecht)
- opstalrecht
- vruchtgebruik (inclusief het recht van gebruik)

## België
De wettelijke bepalingen rond blote eigendom en de kostenverdeling tussen eigenaar en vruchtgebruiker werden op 1 september 2021 aanzienlijk gewijzigd in het goederenrecht.